# Iris Kyle
Iris Floyd Kyle (1974. augusztus 22. –) amerikai profi testépítőnő. Tízszer nyerte el a Ms. Olympia címet, hétszer a Ms. Internationalt, ezzel minden idők legsikeresebb testépítőnőjének számít. 2013-ban a Testépítők Nemzetközi Szövetségének női ranglistáján az első helyen állt. 2017-ben szerepelt a Generation Iron 2 című dokumentumfilmben.

## Főbb eredményei
- Ms. Olympia: 2004, 2006–2014
- Ms. International: 2004, 2006, 2007, 2009, 2010, 2011, 2013